# موروزوفسك
موروزوفسك (بالروسية: Морозовск) هي إحدى مدن روسيا في الكيان الفدرالي الروسي روستوف أوبلاست.

## أعلام
- ميخائيلو إيشتشينكو